# Мезон-ле-Сулен
Мезо́н-ле-Суле́н (фр. Vernonvilliers) — коммуна во Франции, находится в регионе Шампань — Арденны. Департамент — Об. Входит в состав кантона Сулен-Дюи. Округ коммуны — Бар-сюр-Об.
Код INSEE коммуны — 10219.
Коммуна расположена приблизительно в 190 км к востоку от Парижа, в 85 км юго-восточнее Шалон-ан-Шампани, в 55 км к востоку от Труа.

## Население
Население коммуны на 2008 год составляло 80 человек.
| 1962 | 1968 | 1975 | 1982 | 1990 | 1999 | 2008 |
| ---- | ---- | ---- | ---- | ---- | ---- | ---- |
| 51   | 61   | 50   | 43   | 54   | 55   | 80   |

## Администрация
| Период | Период | Фамилия       | Партия | Примечания |
| ------ | ------ | ------------- | ------ | ---------- |
| 2001   | 2008   | Клод Лаллеман |        |            |
| 2008   |        | Ален Руссель  |        |            |

## Экономика
В 2007 году среди 42 человек в трудоспособном возрасте (15—64 лет) 30 были экономически активными, 12 — неактивными (показатель активности — 71,4 %, в 1999 году было 58,3 %). Из 30 активных работали 30 человек (16 мужчин и 14 женщин), безработных не было. Среди 12 неактивных 3 человека были учениками или студентами, 5 — пенсионерами, 4 были неактивными по другим причинам.